# Сабріна Глевіссіг
Сабріна Глевіссіг (пол. Sabrina Glevissig) — персонажка літературного циклу «Відьмак» польського письменника Анджея Сапковського, чародійка.

## Біографія
У книгах Сапковського Сабріна Глевіссіг — чародійка з Каедвена, однокурсниця і давня суперниця Йеннефер з Венгерберга. Вона мала великий вплив на короля Каедвена Хенсельта. Любила ефектні вбрання, які підкреслювали її красу.
У серії ігор, створених за мотивами книг Сапковського, Сабріна вже мертва: за виклик вогняного дощу на полі битви Хенсельт спалив її на багатті, прив'язавши до колеса від воза. Однак Глевіссіг змогла перед смертю накласти на короля прокляття. Згодом навколо її персони склався цілий культ.

## У серіалах
В американо-польському серіалі «Відьмак», перший сезон якого вийшов на екрани в грудні 2019 року, Сабріну Глевіссіг зіграла Теріка Вілсон-Рід. Ця персонажка бере участь в битві при Соддені, зображеної у восьмій серії.